# Voděrady (Blanskói járás)
Voděrady település Csehországban, a Blanskói járásban. Voděrady Sebranice, Obora, Kunštát, Drnovice, Krhov és Jabloňany településekkel határos. Lakosainak száma 558 fő (2024. január 1.).

## Népesség
A település lakosságának változását az alábbi diagram mutatja:
| Lakosok száma | 435  | 510  | 589  | 568  | 497  | 473  | 514  | 547  | 544  | 558  |
|               | 1869 | 1890 | 1921 | 1950 | 1980 | 2001 | 2017 | 2019 | 2022 | 2024 |